# Víktor Kosakovski
Víktor Aleksándrovich Kosakovski (en ruso: Виктор Александрович Косаковский; Leningrado, 19 de julio de 1961) es un cineasta ruso.

## Carrera
Comenzó su carrera en el cine documental en Leningrado como ayudante de cámara, asistente de dirección y editor en 1978. En muchas de sus películas, Kosakovski desempeña el papel de editor, cinematógrafo, guionista y director. Realizó sus estudios en los Cursos Superiores de Escritores y Directores de Cine en Moscú en 1988. En 1993, su primer largometraje, Belovy, ganó el Premio Joris Ivens de la VPRO.
Ha obtenido otros galardones, como el Premio Especial del Jurado en el Festival Internacional de Cine Documental de Ámsterdam por Pável i Lyalya en 1999, el Premio Documental en el Festival Internacional de Cine de Edimburgo y el Premio de Honor en el Festival Internacional de Cine de Karlovy Vary por Sredá 19.07.61 (Miércoles 19.07.61), entre otros. La película Tishe! se hizo a partir de imágenes que Kosakovski filmó fuera de la ventana de su dormitorio en San Petersburgo. La cinta fue un éxito en los festivales de cine en 2002. En 2019, obtuvo gran reconocimiento de la crítica por su documental Acuarela, sobre la importancia del agua.
Fundó su propia compañía de producción cinematográfica en San Petersburgo, llamada Kossakovsky Film Production.

## Filmografía
- Gunda (2021)
- Aquarela (2018)
- Manifestación (2013)
- ¡Vivan las antípodas! (2011)
- Svyato (2005)
- Russia from my Window (2003)
- I Loved You (2003)
- Tishe! (2002)
- Sreda (1999)
- Pável i Lyalya (1998)
- Belovy (1994)